# Jacob Riis Park

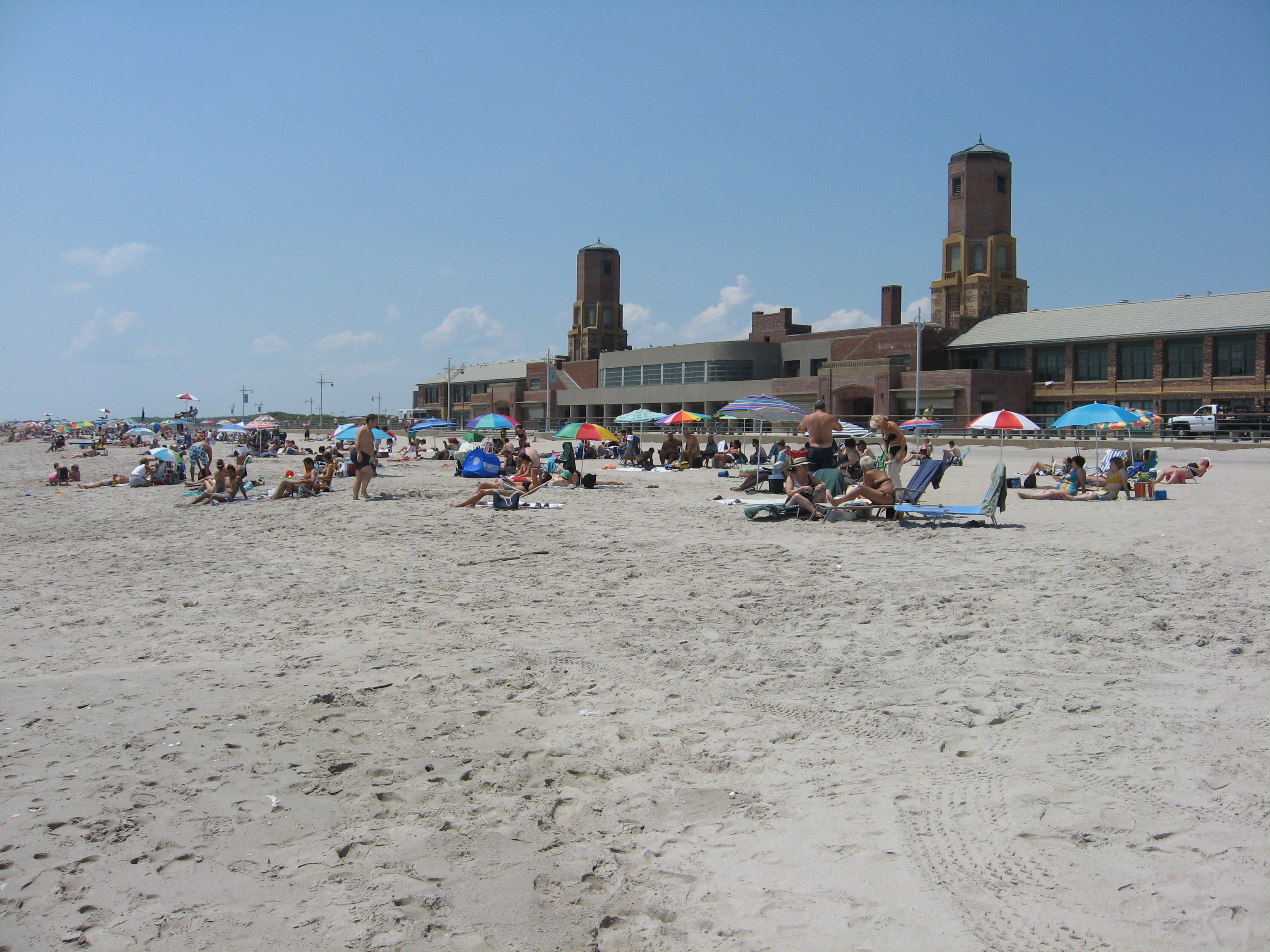
A praia e a casa de banhos no Jacob Riis Park.

O Jacob Riis Park é uma praia localizada no Queens, em Nova Iorque, parte do Jamaica Bay Unit da Gateway National Recreation Area, administrada pelo National Park Service (NPS) dos Estados Unidos.